# Agrupació Excursionista Terra i Mar
L'Agrupació Excursionista Terra i Mar (TIM) fou una entitat excursionista de Sabadell.
L'Agrupació Excursionista Terra i Mar fou fundada el 1926 per un grup de joves vinculats a la Joventut Excursionista Pensament, entre els quals hi havia Pere Carné Serra. Es tractava d'un grup excursionista de la Creu Alta originat el 1921, i format per joves obrers i menestrals, en l'òrbita del Brot Vallesenc, la secció d'excursions del CRF. Aquesta associació, a banda de sortides, començaren a organitzar amb regularitat competicions esportives, especialment curses de fons i altres disciplines atlètiques. Aquest fet fou el motiu pel qual el sector més purament excursionista decidí escindir-se i constituir, el febrer de 1926, l'anomenada Agrupació Excursionista Terra i Mar (TIM), que començà la seva trajectòria sota la presidència de Josep Arnau Roca, i va realitzar la seva primera sortida a Sant Llorenç del Munt. La seva primera seu social fou una secretaria de la Societat Coral Colon, coneguda popularment com 'El Casinet'. L'octubre del 1927 es traslladaren a les dependències de la 'Societat Coral La Americana', d’on posteriorment passarien al Cafè Cervantes, on romangueren fins al 1934 quan anaren al Cafè de les Delícies, al carrer de La Salut, 42-44 on es van estar fins al 1970.
La TIM va arribar a tenir seccions de fotografia, d'esports de muntanya, de cultura física, infantil, artística i femenina. Després d'un interval d'inactivitat amb motiu de la Guerra Civil espanyola, les activitats es reprengueren el 1943 amb la recuperació de les seccions d'esports de muntanya i de fotografia, i la creació d'altres com la de tennis de taula, la de ciències, i la biblioteca.
Els anys 1945 i 1956 organitzà les marxes de regularitat de Catalunya. Durant els anys quaranta i cinquanta, des de l'Agrupació s'obriren noves vies d'escalada a Montserrat, el Pedraforca, Sant Llorenç del Munt, Carançà i el Canigó. Els seus principals components eren Josep Alaix, Florentino Izquierdo, Joan Camps, Jaume Camarasa, Lluís Corominas, Josep Lladó, Andreu Sorolla i Francesc Gual. Al principi dels anys seixanta, amb poc més de 500 associats, tingué un important creixement i el 1970 es fusionà amb el Centre Excursionista del Vallès i el Centre Excursionista Sabadell, formant totes tres associacions l'actual Unió Excursionista de Sabadell.